# 中新世
中新世（英語：Miocene，符號：MI）為地質年代新近紀的第一個時期，開始於2300萬年前到533萬年前，介於漸新世與上新世之間。中新世是由查理斯·萊爾所命名的。這個名稱來自希臘語（意為“較少”）和（意為“新”或者“現在”）意思是“略新”，即“距離現在還早”、或者“略少于現代”，因為這時的現代無脊椎動物比上新世少18%。
地球在從漸新世衍進到中新世再到上新世的過程中進入了一連串的冰河時期。中新世的邊界並不能依靠一個單個的地理事件來劃分，而是由從更溫暖的漸新世到更冷的上新世之間的多個不同區域事件組成的。
中新世的動植物已經相當程度地現代化了。哺乳動物和鳥類的地位已經確立了下來，鯨、鳍脚类和海藻也開始擴張到其他地區。中新世是喜馬拉雅山脈隆起的主要時期，這導致了亞洲季風模式的改變，同時也影響了北半球的冰川作用。
| 系/纪                      | 统/世  | 阶/期      | 年代（百万年） | 年代（百万年） |
| -------------------------- | ------ | ---------- | -------------- | -------------- |
| 第四纪                     | 更新世 | 格拉斯期   | 至今           | 至今           |
| 新近纪                     | 上新世 | 皮亚琴期   | 2.58           | 3.600          |
| 新近纪                     | 上新世 | 赞克尔期   | 3.600          | 5.333          |
| 新近纪                     | 中新世 | 墨西拿期   | 5.333          | 7.246          |
| 新近纪                     | 中新世 | 托尔顿期   | 7.246          | 11.63          |
| 新近纪                     | 中新世 | 塞拉瓦尔期 | 11.63          | 13.82          |
| 新近纪                     | 中新世 | 兰盖期     | 13.82          | 15.97          |
| 新近纪                     | 中新世 | 波尔多期   | 15.97          | 20.44          |
| 新近纪                     | 中新世 | 阿基坦期   | 20.44          | 23.03          |
| 古近纪                     | 渐新世 | 恰特期     | 之前           | 之前           |
| 参考國際地層委員會的分类法 |        |            |                |                |

## 劃分
根據國際地層學委員會（International Commission on Stratigraphy）的劃分：
| 墨西拿期                   | （7.246 – 5.332百萬年）  |
| 托爾頓期 （Tortonian）     | （11.608 – 7.246百萬年） |
| 塞拉瓦爾期（Serravallian） | （13.65 – 11.608百萬年） |
| 蘭蓋期（Langhian）         | （15.97 – 13.65百萬年）  |
| 波爾多期（Burdigalian）    | （20.43 – 15.97百萬年）  |
| 阿基坦期（Aquitanian）     | （23.03 – 20.43百萬年）  |

在大部分的北美洲，地質年代是根據陸地上的哺乳動物來劃分的：
| Hemphillian   | （9 – 4.75百萬年）：包括大部分的上新世早期 |
| Clarendonian  | （11.8 – 9百萬年）                         |
| Barstovian    | （15.5 – 11.8百萬年）                      |
| Hemingfordian | （19 – 15.5百萬年）                        |
| Arikareean    | （30.5 – 19百萬年）：包括大部分的漸新世    |

加利福尼亞地區是起源於法拉龙板块，所以有另一種劃分方式：
| Delmontian | （7.5 – 2.9百萬年）：包括大部分的上新世     |
| Mohnian    | （13.5 – 7.5百萬年）                        |
| Luisian    | （15.5 – 13.5百萬年）                       |
| Relizian   | （16.5 – 15.5百萬年）                       |
| Saucesian  | （22 – 16.5百萬年）                         |
| Zemorrian  | （33.5 – 22百萬年）：包括絕大部分的漸新世。 |

## 延伸閱讀
- Cox, C. Barry & Moore, Peter D. (1993): Biogeography. An ecological and evolutionary approach (5th ed.). Blackwell Scientific Publications, Cambridge. ISBN 0-632-02967-6
- Ogg, Jim (2004): Overview of Global Boundary Stratotype Sections and Points (GSSP's). Retrieved 2006-04-30.

## 外部連結
- PBS Deep Time: Miocene（页面存档备份，存于）
- UCMP Berkeley Miocene Epoch Page（页面存档备份，存于）
- Miocene Microfossils: 200+ images of Miocene Foraminifera（页面存档备份，存于）